# Philippe de La Hire
Pour les articles homonymes, voir La Hire.
Philippe de La Hire est un mathématicien, physicien, astronome et théoricien de l'architecture français, né le 18 mars 1640 à Paris et mort le 21 avril 1718 dans cette même ville.

## Biographie
Son père, Laurent de La Hire (1606-1656), est un peintre réputé. Philippe étudie d'abord la peinture à Rome, où il s'était rendu en 1660 pour raison de santé.
À son retour à Paris, il commence à étudier les sciences et les humanités et montre en particulier une grande inclination pour les mathématiques. Il fait la connaissance d'un disciple de Desargues, le graveur Abraham Bosse, et, à son instigation, publie une théorie de la coupe des voussoirs des arcs rampants traitée par la géométrie des coniques (1672).
Ses plus importants travaux portent en effet sur la géométrie. Il est le continuateur de Girard Desargues (1591–1661) et de Blaise Pascal (1623–1662) en géométrie des coniques, en ce qu'il déduit les propriétés des coniques à partir des propriétés du cercle. La Hire innove par rapport à ses deux devanciers, en ce qu'il exploite au maximum les propriétés d'invariance de la division harmonique, ce qui lui permet de raisonner presque uniquement dans le plan (et non dans l'espace). Cette approche l'amène à développer les notions de pôles et polaires, d'homologie, de lieu orthoptique, etc.
La Hire s'intéresse aussi à la géométrie de Descartes et aux courbes algébriques, mais critique, dans les années 1690, le calcul infinitésimal dans sa forme de « calcul des infiniment petits ».

Une version de l'entraînement de La Hire, aussi appelé engrenage de Cardan.

En mécanicien de la théorie des engrenages épicycloïdaux, il continue les travaux de Christian Huygens. En France, on lui attribue le train hypocycloïdal dont la roue intérieure a un rayon moitié de la roue de base, le centre de la roulante décrivant une translation périodique.
Il est fait membre de l'Académie des sciences en 1678.
En 1680, Philippe de La Hire exécute les dessins de poissons du littoral breton, les mêmes dont Joseph-Guichard Duverney (1648–1730) étudie la structure.
Il enseigne au Collège de France et à l'Académie royale d'architecture à partir de 1687. Il écrit un traité de la coupe des pierres ainsi qu'un traité d'architecture. Il a contribué à jeter un pont entre l'architecture et les disciplines scientifiques.
À l'Observatoire de Paris, de 1682 à 1718, il mesure chaque jour, un peu avant le lever du soleil, température, pression et précipitations. Il effectue, à la demande du Roi, un bilan mensuel de pluviométrie, afin de dimensionner, puis de suivre l'alimentation en eau des grands réservoirs du château de Versailles. Les mesures de température qu'il effectue ne peuvent pas être utilisées directement, puisqu'à l'époque, le degré et les points de référence n'étaient pas encore définis. La mesure est indiquée en « parties » à partir d'un niveau de référence qui est celui mesuré par un thermomètre laissé plusieurs jours dans les caves de l'observatoire. Ces mesures sont cependant précieuses pour suivre les variations de températures lors d'un évènement atypique comme, par exemple, le Grand hiver de 1709.
Il traduit le mémoire de Manuel Moschopoulos relatif aux carrés magiques, et réunit sur cette curiosité arithmétique plusieurs théorèmes inconnus avant lui. En 1702, il est le premier à expliquer le mouvement des fusées par la force de l'air dilaté s'exerçant sur tout l'intérieur de la fusée sauf l'orifice inférieur
La Hire étudie le développement et l'accroissement des tiges des végétaux. Ses observations contredisent celles de Denis Dodart (1634–1707) ; c'est pourquoi La Hire ne publie le compte rendu de ses travaux qu'après la mort de celui-ci. Explication Physique de la direction verticale et naturelle des tiges des Plantes et des branches des arbres, et de leurs racines est publié en 1708.

## Famille
- Laurent de La Hire (1606–1656)
  - Philippe de La Hire[4], marié à Catherine Lesage (ou le Sage) en 1670 (morte le 1er avril 1681), se remarie en 1681 avec Catherine Nonnet (morte en 1709)[5] ;
    - Catherine-Geneviève de La Hire (1671-1718) ;
    - Marie-Anne de La Hire, née en 1673, mariée en 1701 avec Jean-Baptiste Rousseau, syndic de rentes de l'Hôtel de ville.
    - Gabriel Philippe de La Hire (25 juillet 1677–4 juin 1719), mathématicien et astronome, a secondé son père dans ses mesures ; il devient membre de l'Académie royale des sciences en 1694 et membre de l'Académie royale d'architecture en 1706 ; il succède à son père, en 1718, comme professeur à l'Académie d'architecture. Marié en 1706 avec Marguerite Mouette (morte en 1707), dont il a :
      - Geneviève de La Hire ((1707-1708) ;

    - Anne-Julie de La Hire (1680-1728), sa marraine est Geneviève de Laistre, épouse de Jean-Dominique Cassini ;

  - se remarie par contrat passé le 18 septembre 1681 avec Catherine Nonnet (morte en 1709), fille de Jean Nonnet, notaire, et de Marie Fournier ;
    - Jean-Nicolas de La Hire (juillet 1685–18 juin 1727), médecin et botaniste, membre de l'Académie royale des sciences, mariée en 1718 avec Anne-Geneviève Hérissant, fille de Pierre Hérissant, bourgeois de Paris ;
    - Augustin de la Hire (19 janvier 1688-1744) était ingénieur et inspecteur des ponts et chaussées en 1719, s'occupant notamment de la rectification des rives du Drac, à Grenoble.
    - Catherine de La Hire (1689-1694) ;
    - Marie-Élisabeth de La Hire ( -1760), mariée en 1707 avec Claude Bonneau, contrôleur des rentes de l'Hôtel de ville ;
    - Madeleine de La Hire (1691-1762).

## Principales publications

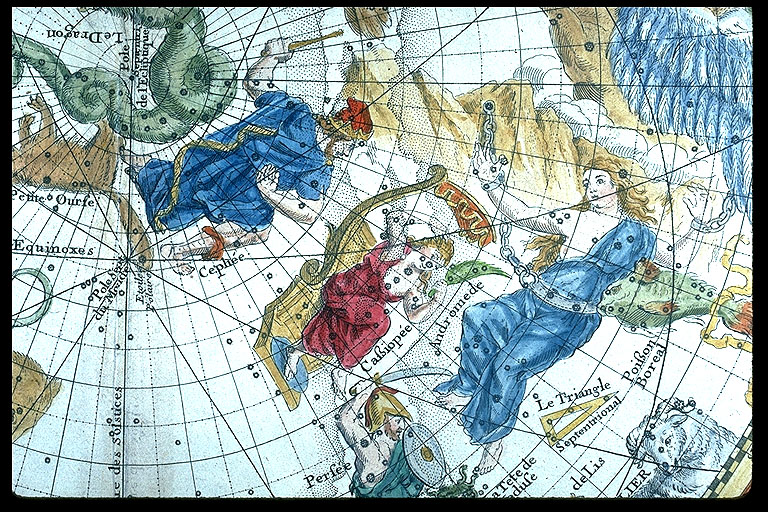
Andromède et Cassiopée
Planisphère céleste (1705).

- [1673] Nouvelle méthode en géométrie pour les sections des superficies coniques et cylindriques (compte-rendu de 1676 en anglais dans Phil. Trans, vol. 11, p. 745]), Paris, libr. Thomas Moette, 1673, 94 p., sur gallica (lire en ligne).
- [1679] Nouveaux éléments des sections coniques : Les lieux géométriques : Les constructions ou effections des équations, Paris, André Pralard, 1679, 452 p., sur archive.org (lire en ligne).
- [1682] La gnomonique ou méthodes universelles, pour tracer des horloges solaires ou cadrans sur toutes sortes de surfaces, Paris, Thomas Moette, 1682, 275 p., sur books.google.fr (lire en ligne).
- [1685] (la) Sectiones conicæ, Paris, Stéphane Michallet, 1685, 249 p., sur books.google.com (lire en ligne).
- Tables du Soleil et de la Lune (1687)
- [1689] L'école des arpenteurs, Paris, 1732, 4e éd. (1re éd. 1689), sur books.google.com (lire en ligne).
- [1695] Traité de mécanique : où l'on explique tout ce qui est nécessaire dans la pratique des arts, et les propriétés des corps pesants lesquelles ont un plus grand usage dans la physique, Paris, impr. royale, 1695, 492 p., sur books.google.com (lire en ligne).

- [1702] (la) Tabulae astronomicae, Paris, Jean Boudot, 1702, sur gutenberg.beic.it (lire en ligne).
- [1704] Description et explication des globes qui sont placés dans les pavillons du château de Marly, par ordre de Sa Majesté, Paris, impr. L.V. Thiboust, 1704, 96 p., sur gallica (lire en ligne).
- Planisphère céleste (1705)
  - Planisphère céleste septentrional, sur gallica
  - Planisphère céleste méridional, sur gallica
- [1712] « Sur la construction des voûtes dans les édifices » (lu le 27 février 1712), Mémoires de l'Académie royale des sciences,‎ 1712, p. 69-77 (lire en ligne [sur gallica], consulté en mars 2022).
- [1708] « Des conchoïdes en général » (étude mathématique de la construction géométrique des conchoïdes), Mémoires de l'Académie royale des sciences,‎ 1708, p. 32-60 (lire en ligne [sur gallica], consulté en mars 2022).
- [1708] « Explication Physique de la direction verticale et naturelle des tiges des Plantes et des branches des arbres, et de leurs racines », Mémoires de l'Académie royale des sciences,‎ 1708, p. 231-234 (présentation en ligne, lire en ligne [sur gallica]).
- [1727] (la) Tabulae astronomicae Ludovici Magni iussu et munificentia exaratae et in lucem editae, Paris, Jean Boudot, 1727, 102 + pl., sur gallica (lire en ligne).
  - [1735] Tables astronomiques dressées et mises en lumiere par les ordres et par la magnificence de Louis le Grand, Paris, impr.-libr. Montalant, première impression, 3e éd., 83 p., sur books.google.com (lire en ligne).